# Аукштайтське наріччя
Аукштайтське наріччя — це одне з двох основних говорових об'єднань литовської мови. Поширена в центральних, південних і східних районах Литви, а також у декотрих прикордонних із Литвою краях Латвії, Білоруси, Польщі та Росії (в Калінінградській области). Протиставлено жмудському (нижньолитовському) наріччю. Включає західноаукштайтський, східноаукштайтський і південноаукштайтський говори.
Аукштайтське наріччя лежить в основі сьогочасної письменської литовської мови — її базою є каунаські говірки західноаукштайтського говору.